# 텔레비전 예술과학 아카데미
텔레비전 예술과학 아카데미(영어: Academy of Television Arts & Sciences, ATAS) 또는 흔히 텔레비전 아카데미(영어: Television Academy)는 미국의 텔레비전 산업의 발전을 위해 설립된 전문 기관이다. 1946년에 설립된 501(c)(6) 비영리 기관으로, 미국 텔레비전 방송의 황금시간대 프로그램을 대상으로 매년 시상하는 프라임타임 에미상을 주관하고 있다.

## 역사
텔레비전을 교육적 수단으로 바라본 시드 캐시드는 텔레비전 산업의 겉치레와 화려함에서 벗어나 진지한 토론의 장을 만들고 우수한 작품을 기념하는 기관을 만들고자 했다. 영화 예술 과학 아카데미를 참고한 캐시드는 1946년에 자신이 주최한 모임에서 만난 초창기 텔레비전 업계 리더들과 함께 1946년에 이 단체를 설립했다.
1955년, 로스앤젤레스에 있던 캐시드의 아카데미와 에드 설리번이 설립한 뉴욕 아카데미가 통합되어 미국 텔레비전 예술과학 아카데미(NATAS)가 되었다. 1977년에 로스앤젤레스 지부는 NATAS에서 분리되어 프라임타임 에미상의 운영권을 가져갔다.
2014년, ATAS는 명예의 전당 헌액식 및 본부 확장 계획 발표와 더불어 시걸 + 게일에서 디자인한 새 로고를 선보이며 공식 브랜드를 '텔레비전 아카데미'(Television Academy)로 변경했는데, 이는 기존의 공식 명칭 대신 더 단순한 정체성을 강조하기 위함이었다. 새로운 로고에는 단체명(워드마크)과 에미상의 상징인 조각상 이미지 사이에 둘을 구분하는 선을 넣었는데, 이 선은 화면을 상징하는 '포털'이라는 의미가 내포되어 있었다.
2016년, 프로듀서 출신의 헤이마 워싱턴이 텔레비전 예술과학 아카데미 최초의 아프리카계 미국인 출신 회장 겸 CEO로 선출되었다.

## 같이 보기
- 프라임타임 에미상